# 이마이즈미 미리아
이마이즈미 미리아(일본어: 今泉美利愛, IMAIZUMI MIRIA, 2001년 10월 5일 ~ )는 일본 아이돌 그룹 전 STU48의 2기생 멤버이다.

## 활동
2019년
- 10월 27일, STU48 제2기생 오디션 최종 심사에서 획득 표수 8위로 합격자가 된다.
- 12월 3일, STU48 공식 사이트에서 STU48의 2기로 가입이 발표된다.
- 12월 21일, 22일 선상 극장 "STU48호"(히로시마 현 히로시마항/국제 페리 포토)에서 "STU48 2기 연구생 론칭 행사"를 개최한다.

2021년
- 10월 30일, STU48를 졸업.